# Noeasy
Noeasy (estilizado como NOEASY) es el segundo álbum de estudio del grupo surcoreano Stray Kids. Fue lanzado por JYP Entertainment y distribuido por Dreamus el 23 de agosto de 2021. El disco fue producido por el equipo de producción del grupo, 3Racha. El álbum incluye catorce canciones, incluyendo los sencillos «Thunderous», «Wolfgang» y «Mixtape: Oh», siendo estos dos últimos lanzados previamente.

## Antecedentes
El sitio de noticias coreano SpoTV News informó en junio de 2021 que Stray Kids lanzaría un nuevo álbum de estudio. El grupo había ganado previamente el programa musical Kingdom: Legendary War de la cadena televisiva Mnet ese mismo mes. JYP Entertainment luego confirmó la noticia. Aproximadamente un mes después del anuncio, el grupo lanzó un teaser de su nuevo álbum titulado Noeasy. El nombre del álbum es un juego de la palabra inglesa «noisy» (ruidoso en español).
Antes del lanzamiento del teaser, Stray Kids lanzó el programa SKZ Camp Song: Howl in Harmony . En el mismo, el grupo se dividió en pequeñas agrupaciones y cada una produjo su propia canción. Han, Seungmin e I.N produjeron la canción «Gone Away», Lee Know, Changbin y Felix la canción «Surfin» y Bang Chan y Hyunjin la canción «Red Lights».

## Producción
El álbum tiene una duración de 46 minutos y 35 segundos y consta de catorce canciones. El álbum utiliza diferentes géneros, como hip hop, trap, R&B, EDM, pop y rock. Casi todas las canciones han sido escritas y compuestas por 3Racha, que consta de tres miembros del grupo: Bang Chan, Changbin y Han. Además de ellos, participaron en la producción los productores Versachoi, Krysta Youngs, HotSauce y Hong Ji-Sang, entre otros.

## Lista de canciones
| Noeasy |                                                          |                            |                                                               |          |  |
| N.º    | Título                                                   | Letras                     | Música                                                        | Duración |  |
| 1.     | «Cheese»                                                 | 3Racha                     | 3Racha, Versachoi                                             | 3:02     |  |
| 2.     | «Thunderous» (소리꾼)                                    | 3Racha                     | 3Racha, HotSauce                                              | 3:03     |  |
| 3.     | «Domino»                                                 | 3Racha                     | 3Racha, Versachoi                                             | 3:19     |  |
| 4.     | «Ssick»                                                  | 3Racha, Krysta Youngs      | 3Racha, TelyKast, Krysta Youngs                               | 3:10     |  |
| 5.     | «The View»                                               | 3Racha, Krysta Youngs      | 3Racha, TelyKast, Krysta Youngs                               | 3:22     |  |
| 6.     | «Sorry, I Love You» (좋아해서 미안)                      | Changbin                   | Changbin, Millionboy                                          | 2:58     |  |
| 7.     | «Silent Cry»                                             | 3Racha                     | 3Racha, Hong Ji-sang                                          | 3:30     |  |
| 8.     | «Secret Secret»                                          | Han                        | JinbyJin, Han, Moa «Cazzi Opeia» Carlebecker, Gabriel Brandes | 3:30     |  |
| 9.     | «Star Lost»                                              | 3Racha, Earattack, Callous | Earattack, DaviDior                                           | 3:35     |  |
| 10.    | «Red Lights» (강박; interpretada por Bang Chan, Hyunjin) | Bang Chan, Hyunjin         | Bang Chan, Hyunjin                                            | 3:10     |  |
| 11.    | «Surfin» (interpretada por Lee Know, Changbin, Felix)    | Lee Know, Changbin, Felix  | Han, Seungmin, I.N, Armadillo, Gump                           | 3:12     |  |
| 12.    | «Gone Away» (좋아해서 미안)                              | Changbin                   | Changbin, Millionboy                                          | 4:01     |  |
| 13.    | «Wolfgang»                                               | 3Racha                     | 3Racha, Versachoi                                             | 3:11     |  |
| 14.    | «Mixtape: Oh»                                            | 3Racha                     | 3Racha, Kobee, Holy M                                         | 3:33     |  |
| 46:35  |                                                          |                            |                                                               |          |  |

## Recepción
El 17 de agosto, se informó que los pedidos anticipados del álbum habían superado las 830 mil copias. Se preordenaron 300 mil copias de su predecesor, el álbum In 生, por lo que el grupo rompió su récord anterior. El día en que se lanzó el álbum, se informó que los pedidos anticipados habían superado las 930 mil copias. El 31 de agosto, el álbum se convirtió en el álbum más vendido de JYP Entertainment, vendiendo más de 1.2 millones de copias.

## Posicionamiento en listas
| Lista (2021)                                | Mejor posición |
| ------------------------------------------- | -------------- |
| Australia (ARIA)                            | 14             |
| Austria (Ö3 Austria)                        | 12             |
| Bélgica (Ultratop flamenca)                 | 13             |
| Bélgica (Ultratop valona)                   | 5              |
| Croacia Croatian International Albums (HDU) | 34             |
| Dinamarca (Hitlisten)                       | 3              |
| Países Bajos (Album Top 100)                | 18             |
| Finlandia (Suomen Virallinen Lista)         | 5              |
| Alemania (Offizielle Top 100)               | 64             |
| Hungría (MAHASZ)                            | 5              |
| Japón (Oricon)                              | 2              |
| Japón (Japanese Hot Albums)                 | 21             |
| Lituania (AGATA)                            | 22             |
| Noruega (VG-lista)                          | 27             |
| Polonia (ZPAV)                              | 6              |
| Corea del Sur (Gaon)                        | 1              |
| España (PROMUSICAE)                         | 67             |
| Suecia (Sverigetopplistan)                  | 5              |
| Suiza (Schweizer Hitparade)                 | 10             |
| Reino Unido (UK Album Downloads)            | 26             |
| Estados Unidos (Heatseekers Albums)         | 4              |
| Estados Unidos (Independent Albums)         | 38             |
| Estados Unidos (Top Current Album Sales)    | 69             |
| Estados Unidos (World Albums)               | 5              |

| Lista (2021)         | Mejor posición |
| -------------------- | -------------- |
| Japón (Oricon)       | 6              |
| Corea del Sur (Gaon) | 1              |

| Lista (2021)   | Mejor posición |
| -------------- | -------------- |
| Japón (Oricon) | 52             |

## Certificaciones y ventas
| País              | Organismo certificador | Certificación | Ventas    |
| ----------------- | ---------------------- | ------------- | --------- |
| Corea del Sur     | KMCA                   | Millón        | 1 285 799 |
| Japón (En físico) | —                      | —             | 53 300    |
| Japón (Digital)   | —                      | —             | 869       |
| Estados Unidos    | —                      | —             | 16 100    |

## Historial de lanzamiento
| País          | Fecha                | Formato(s)                      | Distribuidora              |
| ------------- | -------------------- | ------------------------------- | -------------------------- |
| Corea del Sur | 23 de agosto de 2021 | CD, descarga digital, streaming | JYP Entertainment, Dreamus |
| Varios        | 23 de agosto de 2021 | Descarga digital, streaming     | SM Entertainment           |